# ألبرت إس. بيري
ألبرت إس. بيري (بالإنجليزية: Albert S. Berry)‏ هو محامي وقاضي وسياسي أمريكي، ولد في 13 مايو 1836 في دايتون في الولايات المتحدة، وتوفي في 6 يناير 1908 في نيوبورت في الولايات المتحدة. حزبياً، نشط في الحزب الديمقراطي. وقد انتخب عضو مجلس النواب الأمريكي.